# 11776 Мільштейн
11776 Мільштейн (11776 Milstein) — астероїд головного поясу, відкритий 16 жовтня 1977 року.
Тіссеранів параметр щодо Юпітера — 3,176.